# Буцький Григорій Петрович
Григорій Петрович Буцький (? — 1728 — ?) — полтавський полковник Війська Запорозького.
Походив з покозаченої шляхти. Учасник походів 1695 та 1697 років. 1708-го був заарештований у справі Кочубея — Іскри та відправлений до Гадяча. Згодом — 2-й та 1-й полковий осавул (1711–1718/1718 — 1727) та полковий суддя (1719–1728). З 1722 по 1724 — на посаді полковника полтавського — урядництво припало саме на час бюрократично-адміністративної перебудови, пов'язаної з утворенням Малоросійської колегії. Підписував Коломацькі чолобитні, за що, зрештою, поплатився під час влаштованих емісаром імператора Рум'янцевим репресій серед козацької старшини: 1725-го він заарештував Григорія Петровича та тримав у Глухові, а Малоросійська колегія позбавила його полковництва. Вийшовши з ув'язнення, ще певний час займав посади в полковому уряді.